# Ancho Poblano
Ancho poblano è una cultivar di peperoncino della specie Capsicum annuum originaria del Messico.
È una varietà molto popolare nella cucina messicana; i frutti, cuoriformi, blandamente piccanti, sono detti poblano quando sono freschi e ancho dopo l'essiccazione.